# HNLMS Isaac Sweers (G83)
Pour les autres navires du même nom, voir HNLMS Isaac Sweers.
Le HNLMS Isaac Sweers (G83) est un destroyer de la classe Gerard Callenburgh construit pour la marine royale néerlandaise pendant la Seconde Guerre mondiale.

## Conception et construction

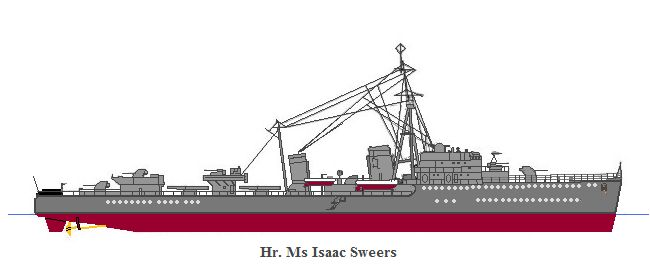
Profil de l'Isaac Sweers (1941).

Sa quille est posée le 26 novembre 1938 par la Koninklijke Maatschappij au chantier naval néerlandais Schelde, à Flessingue. Il est lancé le 16 mars 1940 mais le navire inachevé est transféré par le remorqueur néerlandais Zwarte Zee au chantier naval John I. Thornycroft & Company en Angleterre après l'invasion allemande des Pays-Bas. La construction se poursuit et il est finalement mis en service le 29 mai 1941 sous le commandement de J. Houtsmuller, avec un armement plus léger que celui initialement prévu (six canons de 102 mm au lieu de cinq de 120 mm).

## Historique
Il participe le 13 décembre 1941, en Méditerranée, à la destruction des deux croiseurs italiens Alberico da Barbiano et Alberto da Giussano pendant la bataille du cap Bon. Lors de l'affrontement, il endommage à coup de canon l'Alberto da Giussano et lance également quatre torpilles contre le torpilleur Cigno, manquant leur cible. L'Isaac Sweers escorte l'important convoi MW 8B à Malte assiégé en janvier 1942. Au cours de cette mission, le destroyer britannique Gurkha est torpillé par l'U-boot allemand U-133 le 12 janvier 1942. L'Isaac Sweers est déployé sur zone et remorque le destroyer britannique en détresse à travers une nappe de pétrole en flamme qui permet le sauvetage de la totalité des 240 marins, débarqués ultérieurement à Tobrouk.

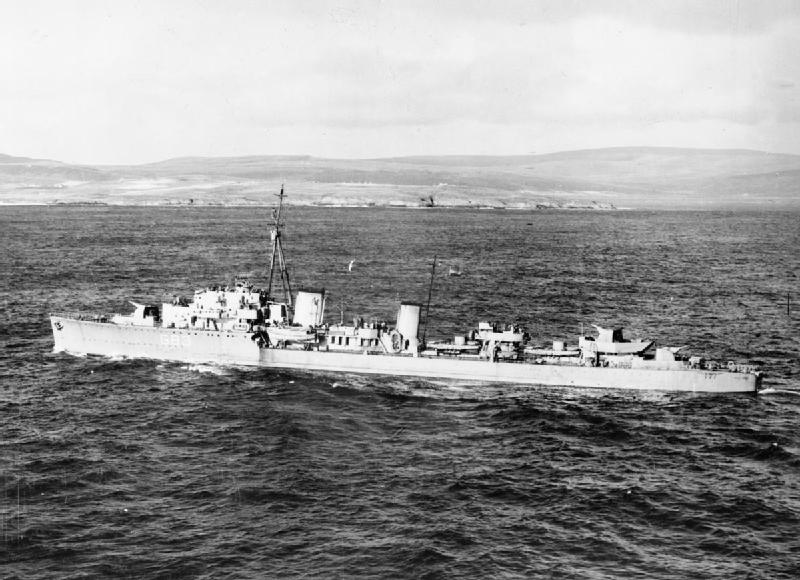
L'Isaac Sweers en 1942.

Le 11 novembre 1942 pendant l’opération Torch, en compagnie du HMS Porcupine, l'Isaac Sweers participe au sauvetage des 241 hommes du navire Nieuw Zeeland, un transport de troupes néerlandais torpillé par l'U-380 à environ 130 km à l'est de Gibraltar. Deux jours plus tard à 6 h 15, l'Isaac Sweers est torpillé à deux reprises et coulé au nord-ouest d'Alger (37° 23′ N, 2° 12′ E) par l'U-431 commandé par Wilhelm Dommes. 108 membres d'équipage décèdent dans cette attaque, tandis que 86 sont secourus par le chalutier armé de lutte-anti-sous-marine HMS Loch Oskaig.